# Cryptocephalus apicalis
Cryptocephalus apicalis là một loài bọ cánh cứng trong họ Chrysomelidae. Loài này được Gebler miêu tả khoa học năm 1830.